# Ranunculus mexiae
Ranunculus mexiae là một loài thực vật có hoa trong họ Mao lương. Loài này được (L.D. Benson) T. Duncan miêu tả khoa học đầu tiên năm 1980.